# Zebraman 2
Série
Zebraman
(2004)
Pour plus de détails, voir Fiche technique et Distribution.
Zebraman 2 (ゼブラーマン -ゼブラシティの逆襲-, Zeburāman: Zebura Shiti no gyakushū) est un film japonais réalisé par Takashi Miike, sorti en 2010. Il fait suite à Zebraman.

## Fiche technique
- Titre : Zebraman 2
- Titre original : ゼブラーマン -ゼブラシティの逆襲- (Zeburāman: Zebura Shiti no gyakushū)
- Réalisation : Takashi Miike
- Scénario : Kankurō Kudō
- Musique : Yoshihiro Ike
- Photographie : Kazushige Tanaka
- Montage : Kenji Yamashita
- Production : Akio Hattori, Takashi Hirano, Arimasa Okada et Makoto Okada
- Société de production : Central Arts, Toei Company, Tokyo Broadcasting System et Zebraman2 Film Partners
- Société de distribution : Toei Company (Japon)
- Pays :  Japon
- Genre : Action et science-fiction
- Durée : 106 minutes
- Dates de sortie : 
  -  Japon : 1er mai 2010

## Distribution
- Shō Aikawa : Zebraman
- Riisa Naka : la reine Zebra
- Tsuyoshi Abe : Niimi
- Masahiro Inoue : Shimpei
- Mei Nagano : Sumire

## Distinctions
- Japan Academy Prize 2011 : nommé au Prix du meilleur nouveau venu pour Riisa Naka (pour Zebraman 2 et Toki o kakeru shōjo)[1]